# ROCKS (missile)
Pour les articles homonymes, voir Rocks.
Le ROCKS est un missile aérobalistique conçu pour offrir à son lanceur une capacité de tir à distance de sécurité avec grande précision contre des cibles tactiques variées. Ce missile reprend des technologies développées pour les systèmes de guidage du missile Popeye et de la bombe guidée SPICE, il reprend également le booster du missile Black Sparrow.